# Lipasa sensible a hormonas
La lipasa sensible a hormonas (EC 3.1.1.79), también llamada HSL por sus siglas en inglés (Hormone-sensitive lipase)  es una enzima intracelular que hidroliza triacilgliceroles, diacilgliceroles, monoacilgliceroles y ésteres de colesterol. Se expresa principalmente en el tejido adiposo y tejidos esteroidogénicos como el testículo y en menor medida en el músculo esquelético y el corazón. Está codificada por el gen LIPE ubicado en el cromosoma 19 humano. Existen dos isoformas de la enzima, una larga que se expresa en tejidos esterogénicos como el testículo donde transforma los ésteres de colesterol en colesterol libre para la producción hormonal y una forma corta que se expresa en el tejido adiposo donde hidroliza los triacilgliceroles. 

## Funciones

### Tejido adiposo
Hace posible la hidrólisis de los triglicéridos almacenados en el tejido adiposo (lipolisis). Mediante este proceso catabólico se movilizan los lípidos del tejido adiposo hacia los tejidos periféricos para cubrir las necesidades energéticas del organismo. Las reacciones que cataliza son las siguientes:
(1) triacilglicerol + H2O = diacilglicerol + ácido graso
(2) diacilglicerol + H2O = monoacilglicerol + ácido grasp.
(3) monoacilglicerol +H2O = glicerol + ácido graso.

### Testículo
En el testículo se produce la captación selectiva de ésteres de colesterol procedentes de las lipoproteínas de alta densidad que son hidrolizados y transformados en colesterol no esterificado por acción de la lipasa sensible a hormonas. Este colesterol libre es utilizado por  las células de Leydig para la síntesis de hormonas masculinas. 